# Charles Henry Gauss
Charles Henry Gauss (St. Charles, Misuri 1845-1913) fue un ingeniero estadounidense. Nieto de Carl Friedrich Gauss se graduó en la Universidad de Washington en 1864, estudió ingeniería en la Universidad de Yale y trabajó como ingeniero en el ferrocarril antes de incorporarse al negocio maderero familiar.
En realidad, como destacó fue como historiador de las matemáticas y biógrafo de su abuelo. En este campo estuvo relacionado con los matemáticos franceses Fortuné Landry y con Édouard Lucas.
También fue editor junto a Paul Tannery de las Obras Completas de Fermat en una edición de 5 volúmenes.